# Д-106
Д-106 (бортовий № 570) — десантний катер проекту 1176 Акула (за класифікацією НАТО — Ondatra Class), призначений для вивантаження десанту та техніки з великих десантних кораблів проекту 1174. Належить до ЧФ РФ. Базується у Новоросійську.

## Будівництво
Закладений на Рибінській судноверфі (будівельний номер № 03703), 07.04.2008 р. було передано для добудови на ВАТ «Сокільська судноверф», спущений на воду 15.09.2009 р. 23.10.2009 р. увійшов до складу Чорноморського флоту.

## ТТХ
- Швидкість повного ходу: 11 вузлів
- Дальність плавання: 500 миль (5 уз) (з дизелями 3Д6С-2 — 1400 миль (10 уз))
- Автономність плавання: 2 доби
- Екіпаж: 5 осіб
- Десантовмісність: 1 основний танк Т-72 або 20 осіб або 50 т вантажу
- Водотоннажність: стандартна — 55 т, повна — 107,3 т
- Довжина: 24,5 м
- Ширина: 5,2 м
- Осадка: 1,55 м

### Енергетична установка
- 2х300 л.с. дизелі 3Д12 (Д-448 — 3Д12А1, Д-163, 184, 365 — 2х150 л.с. дизелі 3Д6С-2)

## Служба
30 червня, біля Маріуполя підірвався на міні десантний катер чорноморського флоту Д-106.
В наприкінці червня 2022 року переміщено до Севастополя на ремонт.
2 жовтня 2024 року повідомлено що катер Д-106 відновлено.